# Религија у Румунији
Процене које наводи ЦИА за 2011. годину говоре о следећем верском саставу:
Религија у Румунији (рум. Religia în România) заступљена је с неколико верских заједница.

## Историја
Пре доласка хришћанства становништво је поштовало локалне паганске богове. Доласком Римљана шири се римска религија. У римској држави, ширењем хришћанства, и провинција Дакија дошла је у дотицај с хришћанством. Били су присутни и митраистички култови, затим старе јудаистичке заједнице (израелске и казарске) затим култови Јупитера Доличенског. Покрштавање целог друштва је дошло нешто касније, због прилива паганских народа. Крајеви западно од Карпата покрштени су до 12. века, а Влашка низија и подручја до ушћа Дунава до 14. века тако да се ту паганство дуго задржало. Велика раскол пратила је црту Карпата. До појаве протестантизма крајеви западно од Карпата припадали су западној, римокатоличкој цркви. Седмоградска, Влашка и Сатмар имали су лутеране и православце. Западна Румунија имала је римокатолике, калвинисте и цвинглијанце. Према Молдавији су били само православци. Западни раскол одразио се да су римокатолици били уз римског папу. Османским освајањима проширио се и ислам, који није постао већински. Муслимани, углавном сунити, остали су концентрисани у Северној Добруџи и већином су Кримски Татари или Турци. Распадом Аустроугарске, а особно након Другог светског рата, смањио се број католика и протестаната (Мађари и Немци). Улазак у совјетски блок за последицу је имао велику атеизацију друштва, али и притисак на гркокатолике. Данас је већином православна. Православни су Румуни, Бугари, Срби и Украјинци, римокатолици су Немци, Мађари (укључујући Секеље), Хрвати, Словаци, Роми, Бугари, Италијани, Чеси, Пољаци и Чанго-Мађари. Премда испод 1%, гркокатолици су бројни у Румунији. Постоји и мала заједница Јевреја. Руски староверци живе на ушћу Дунава (Липовани). У средишњој Румунији су мање групе унитаријанаца. Протестанти су већином реформисти (калвинисти), а мање су групе пентекосталаца и евангелички лутерани (синод-презбитеријанци) којој припадају Мађари и у једној жупи Словаци. Не треба је мешати с немачком (саском) Евангеличком црквом аугсбуршке конфесије. Од бројнијих су још баптисти и адвентисти Седмог дана.

## Галерија
- Ширење хришћанства у Европи и на Средоземљу
- Европа у доба великог раскола 1054. године
- Религија у Европи, на Средоземљу и на Блиском истоку 1100. године
- Религије у Европи 1560. године